# Verkiezingen voor het Europees Parlement 2014/Kandidatenlijst/VVD

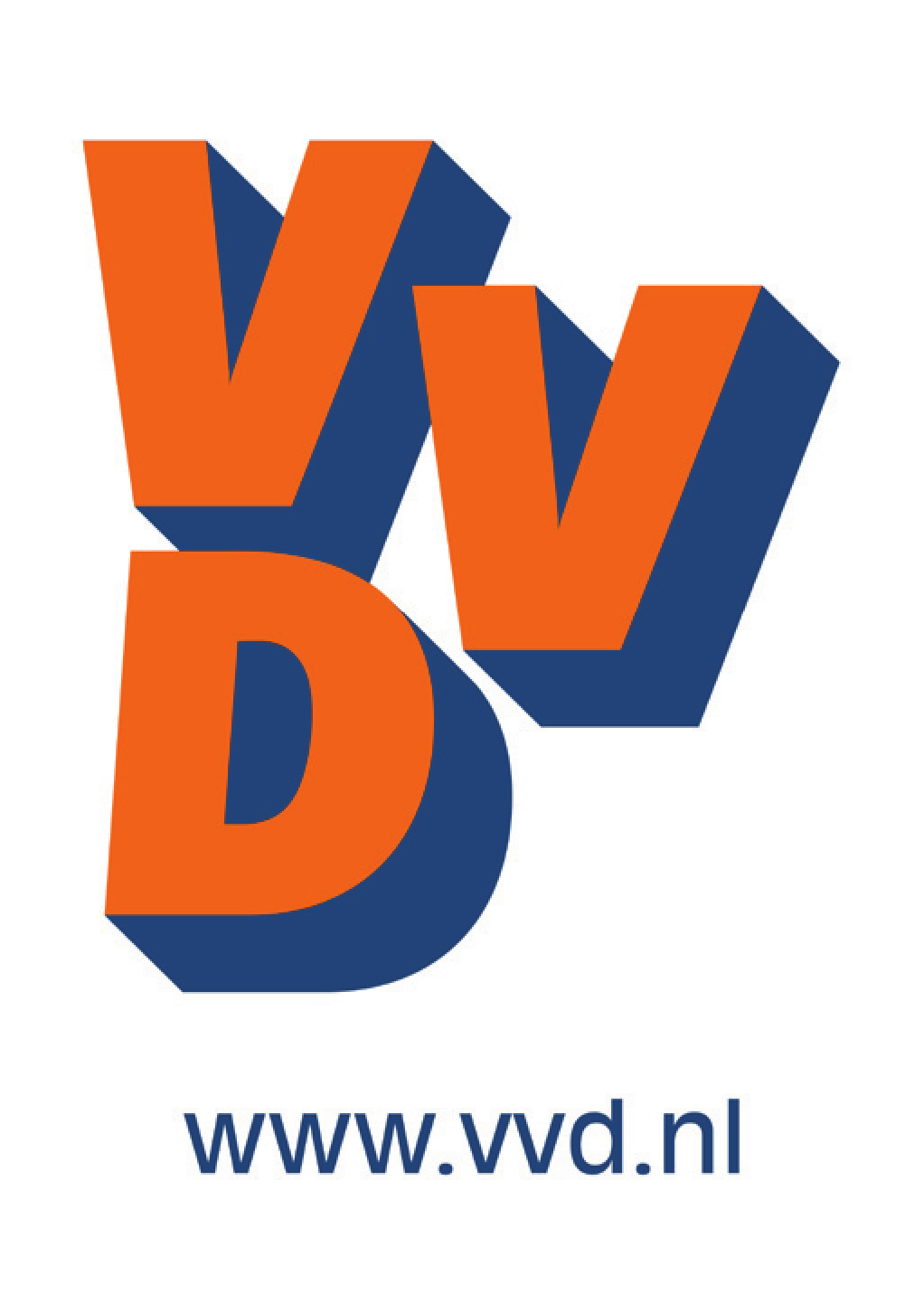
Campagneposter

De kandidatenlijst voor de Europese Parlementsverkiezingen 2014 van de VVD (lijstnummer 4) is na controle door de Kiesraad als volgt vastgesteld:
1. Van Baalen J.C. (Hans) (m), 's-Gravenhage
2. Van Nieuwenhuizen-Wijbenga C. (Cora) (v), Oisterwijk
3. Smit M.F.D. (Maarten) (m), 's-Gravenhage
4. Dijk M.H. (Mark) (m), Utrecht
5. Nagtegaal-van Doorn C.M.A.W. (Caroline) (v), Rotterdam
6. Huitema J. (Jan) (m), Makkinga
7. Van den Akker J.P. (Joost) (m), Maastricht
8. Van de Stadt P.H. (Pieter) (m), Heemstede
9. Vermeulen F. (Floor) (m), Boskoop
10. Van Wijngaarden J. (Jeroen) (m), Amsterdam
11. List-de Roos M.C.T.M. (Monique) (v), Eindhoven
12. Zwanenburg W.E.M. (Wyno) (m), Odiliapeel
13. Hieltjes H.B. (Huub) (m), Breda
14. Van Rijn RK. (Robert) (m), Aalsmeer
15. Janssen S.M. (Sander) (m), Hengelo
16. Hoogendoorn E.H. (Erik) (m), Maassluis
17. Poppens J.N. (Jan) (m), Amsterdam
18. Boumans R.J.L. (Roel), (m) Wijchen
19. Pluckel H. (Hans) (m), Zwaanshoek
20. Eppink D.J. (Derk Jan) (m), Brussel (BE)

CDA-Europese Volkspartij · 
PVV (Partij voor de Vrijheid) ·
P.v.d.A./Europese Sociaaldemocraten ·
VVD ·
Democraten 66 (D66)-ALDE ·
GROENLINKS ·
SP (Socialistische Partij) ·
ChristenUnie-SGP ·
Artikel50 ·
IQ, de Rechten-Plichten-Partij ·
Piratenpartij ·
50PLUS ·
De Groenen ·
Anti EU(ro) Partij ·
Liberaal Democratische Partij ·
JEZUS LEEFT ·
ikkiesvooreerlijk.eu ·
Partij voor de Dieren ·
Aandacht en Eenvoud